# Голеєшть (комуна)
Голеєшть, Голеєшті (рум. Golăiești) — комуна у повіті Ясси в Румунії. До складу комуни входять такі села (дані про населення за 2002 рік):
- Бран
- Голеєшть (1818 осіб)
- Гредінарі (346 осіб)
- Коту-луй-Іван (416 осіб)
- Меделень (126 осіб)
- Петрешть (321 особа)
- Поду-Жижієй (253 особи)
- Чилібіу (504 особи)

Комуна розташована на відстані 335 км на північ від Бухареста, 12 км на північний схід від Ясс.

## Населення
За даними перепису населення 2002 року у комуні проживали 3784 особи, усі — румуни. Усі жителі комуни рідною мовою назвали румунську.
Склад населення комуни за віросповіданням:
| Релігія       | Кількість осіб | Відсоток |
| ------------- | -------------- | -------- |
| православні   | 3758           | 99,3%    |
| п'ятдесятники | 21             | 0,6%     |
| римо-католики | 5              | 0,1%     |